# Belgische Badmintonmeisterschaft 2022
Die Belgische Badmintonmeisterschaft 2022 fand vom 5. bis zum 6. Februar 2022 in Kortrijk statt.

## Medaillengewinner
| Disziplin    | Gold                            | Silber                        | Bronze                           |
| ------------ | ------------------------------- | ----------------------------- | -------------------------------- |
| Herreneinzel | Julien Carraggi                 | Yaro van Delsen               | Elias Bracke                     |
| Herreneinzel | Julien Carraggi                 | Yaro van Delsen               | Marijn Put                       |
| Dameneinzel  | Lianne Tan                      | Lisa Demeyere                 | Amber Boonen                     |
| Dameneinzel  | Lianne Tan                      | Lisa Demeyere                 | Karla Henry                      |
| Herrendoppel | Freek Golinski Patryk Szymoniak | Matijs Dierickx Birger Abts   | Tijl Dewit Maarten Lenaerts      |
| Herrendoppel | Freek Golinski Patryk Szymoniak | Matijs Dierickx Birger Abts   | Dylan Rosius Jona van Nieuwkerke |
| Damendoppel  | Lise Jaques Flore Vandenhoucke  | Lisa Demeyere Marie Demeyere  | Steffi Annys Birthe van den Berg |
| Damendoppel  | Lise Jaques Flore Vandenhoucke  | Lisa Demeyere Marie Demeyere  | Presence Beelen Sabine Devooght  |
| Mixed        | Jona van Nieuwkerke Lise Jaques | Marijn Put Flore Vandenhoucke | Dann de Smet Presence Beelen     |
| Mixed        | Jona van Nieuwkerke Lise Jaques | Marijn Put Flore Vandenhoucke | Frédéric Gaspard Sabine Devooght |